# Orlando Bocchi
Orlando Bocchi (Milano, 2 maggio 1904 – Milano, 10 giugno 1932) è stato un calciatore italiano, di ruolo mediano.
Affetto da emofilia, per curare la quale aveva sospeso l'attività agonistica a inizio 1932, è scomparso nel giugno dello stesso anno all'età di 28 anni a seguito di una pleurite.

## Carriera
Giocò in Serie A con Pro Patria (che lo acquistò dalla Canottieri Lecco) e Milan, totalizzando complessivamente 59 presenze e 2 reti in massima serie. Non aveva mai abbandonato la professione di disegnatore.